# Wojciech Sołtys
Wojciech Sołtys (ur. 7 kwietnia 1925 w Dursztynie, zm. 28 lipca 1995 w Nowym Targu) – polski historyk, nauczyciel.

## Życiorys
Urodził się w rodzinie góralskiej jako syn Walentego i Marii, z domu Polak. Po czterech latach nauki ukończył szkołę podstawową w rodzinnym Dursztynie w 1936, po czym jako stypendysta Towarzystwa Przyjaciół Spisza i Oraw przeprowadził się do Warszawy, gdzie ukończył 5. i 6. klasę szkoły podstawowej, następnie zaliczył pierwszy rok nauki w gimnazjum im. Józefa Poniatowskiego, zaś dalszą edukację przerwał wybuch II wojny światowej. Podczas okupacji niemieckiej uczył się w słowackich gimnazjach (Kieżmark, Lewocza, Preszów). W 1945 zdał maturę w Liceum Humanistycznym w Nowym Targu, a następnie od 1945 do 1949 studiował historię na Wydziale Historycznym Uniwersytetu Jagiellońskiego. W 1949 zamieszkał w Sanoku, gdzie został skierowany nakazem pracy. Od tego roku był nauczycielem w Technikum Finansowym Państwowego Liceum Administracyjno-Handlowego (prowadził lekcje historii oraz z konieczności także wychowania fizycznego będąc powojennym pionierem w tym przedmiocie w szkole; wraz z nim pracę w tej szkole rozpoczęła jego żona Jadwiga, nauczycielka geografii, pochodząca z ziemi brzozowskiej). Od 1953 do 1985 był nauczycielem historii w sanockich szkołach mechanicznych (późniejszy Zespół Szkół Mechanicznych). W tym okresie był dwa razy wicedyrektorem ds. pedagogicznych (1953-1954 i 1978-1983). W szkole prowadził kółko historyczne. Organizował sesje i uroczystości upamiętniające. W 1984 przeszedł na emeryturę, po czym przez rok pracował w formie dochodzącej. Od 1985 do 1995 w formie półetatowej pracował jako archiwista w Muzeum Budownictwa Ludowego w Sanoku. Był autorem prac historycznych z najnowszej historii Sanoka.
Został członkiem Towarzystwa Rozwoju i Upiększania Miasta Sanoka, komitetu 800-lecia Sanoka, był wiceprezesem zarządu oddziału powiatowego Związku Nauczycielstwa Polskiego. Działał w sekcji historycznej Ośrodka Metodycznego w Sanoku. Był w pierwszym składzie redakcyjnym „Gazety Sanockiej – Autosan” w 1974. Publikował m.in. w wydaniach „Rocznika Sanockiego” (oraz współpracował w redakcji), „Materiałach Muzeum Budownictwa Ludowego w Sanoku”, „Tygodniku Sanockim”, rzeszowskim kwartalniku „Profile”. Poświęcił publikacje wspomnieniowe nauczycielom związanym z Sanokiem: Jadwidze Zaleskiej i Józefowi Stachowiczowi. Pod koniec lat 80. wygłaszał prelekcje o tematyce historycznej w parafii Przemienienia Pańskiego w Sanoku.
W 1972 był powołany do Komisji Oświaty i Kultury Rady Miasta Sanoka. W 1978 był członkiem Miejskiego Komitetu Frontu Jedności Narodu w Sanoku.
Jego żoną była Jadwiga z domu Kraus pochodząca z Jasienicy (ur. 1920, zmarła tragicznie 8 lipca 1982 w Łańcucie, gdy będący pod wpływem alkoholu kierowca manewrując autobusem PKS wjechał w osoby oczekujące na stanowisku dworca autobusowego; w wypadku zginęły trzy osoby, a Wojciech Sołtys ocalał z tego zdarzenia). Wojciech Sołtys zmarł 28 lipca 1995 w Nowym Targu. 1 sierpnia 1995 został pochowany na nowym cmentarzu przy ul. Matejki w Sanoku. Ciepło o Wojciechu Sołtysie wspominał ks. Adam Sudoł. Wraz z żoną miał syna i córkę.

## Publikacje

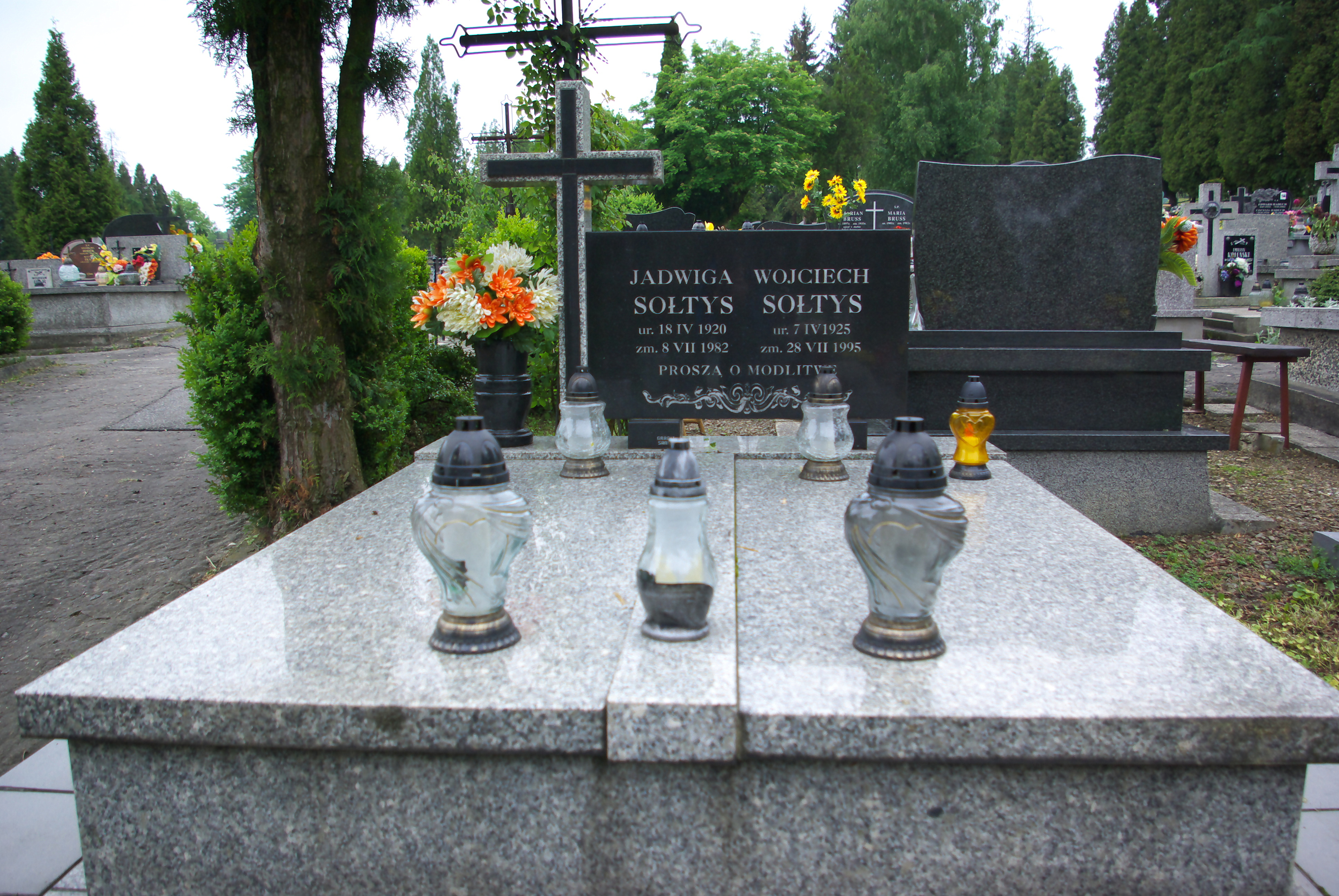
Grobowiec Jadwigi i Wojciecha Sołtysów na Cmentarzu Centralnym w Sanoku

- Historia Zespołu Szkół Mechanicznych w Sanoku („Rocznik Sanocki” 1967)
- Stosunki ziemi sanockiej z południowym sąsiadem w świetle „Regestru złoczyńców grodu sanockiego” („Rocznik Sanocki” 1967)
- Działania i zniszczenia frontowe w powiecie sanockim w 1944 roku („Rocznik Sanocki” 1971)
- Rozpoznanie sił niemieckich na Słowacji przez wywiad polski w 1939 roku („Rocznik Sanocki” 1979)
- Tajna oświata w powiecie sanockim jako forma walki z okupantem hitlerowskim („Rocznik Sanocki” 1979)
- Z dziejów Sanoka pod zaborami („Materiał Muzeum Budownictwa Ludowego w Sanoku” nr 27/1981)
- Praca zbiorowa pod redakcją Adama Orłowskiego: Autosan. Warszawa: Ludowa Spółdzielnia Wydawnicza, 1982. Brak numerów stron w książce
  - rozdział: Narodziny sanockiej klasy robotniczej (współautor: Edward Zając)[24]
- Klęski elementarne w Polsce w latach 1587–1648 („Materiały Muzeum Budownictwa Ludowego w Sanoku” nr 28/1984)
- Nauczycielski ruch związkowy w byłym powiecie brzozowskim w latach 1905–1944 („Rocznik Sanocki” 1986)
- Łemkowie w historii i kulturze Karpat. Cz. 2 (1994)
  - rozdział: Sanok jako miejsce kultur religijnego chrześcijan obrządku wschodniego (do 1939 r.)
- Sanockie w okresie I wojny światowej w relacjach pamiętnikarzy i w prasie („Rocznik Sanocki” 1995)
- Józef Stachowicz – twórca Rocznika Sanockiego („Rocznik Sanocki” 1995)
- Sanok. Dzieje miasta. Kraków: Secesja, 1995. ISBN 83-86077-57-3. Brak numerów stron w książce
  - podrozdziały: Oświata i szkolnictwo oraz Życie religijne w mieście w rozdziale W epoce autonomii galicyjskiej
  - podrozdział: Życie gospodarcze społeczne i polityczne (Pierwsze miesiące wolności, 'Miasto i jego władze, Budownictwo, przemysł, rzemiosło, handel, Zaludnienie, stosunki narodowościowe, wyznaniowe i zdrowotne, Stosunki społeczno-polityczne) w rozdziale Pomiędzy wojnami światowymi 1918–1939

## Odznaczenia i wyróżnienia
Odznaczenia
- Krzyż Kawalerski Orderu Odrodzenia Polski (1982)[25][26]
- Złoty Krzyż Zasługi (1975)
- Medal Komisji Edukacji Narodowej (1977)
- Odznaka 1000-lecia Państwa Polskiego (1967)
- Złota Odznaka ZNP (1970)
- Odznaka „Zasłużony Działacz Frontu Jedności Narodu” (1977)[27]
- Odznaka „Zasłużony dla Województwa Rzeszowskiego” (1972)
- Odznaka „Zasłużony dla Sanoka” (1978)
- Odznaka honorowa „Za zasługi dla województwa krośnieńskiego” (1983)[28]
- Medal 40-lecia Polski Ludowej (1985)[29]

Nagrody i wyróżnienia
- Nagroda Ministra Oświaty i Wychowania (1982)[30]
- Nagroda Miasta Sanoka w dziedzinie literatury za dorobek w dziedzinie literatury historycznej za rok 1994[31][32]
- „Jubileuszowy Adres” (1984)[33]